# 聖盧西亞河 (阿根廷)

聖盧西亞河（西班牙語：Río Santa Lucía）是阿根廷的河流，位於該國北部科連特斯省，河道全長190公里，最終注入巴拉那河，流域面積6,200平方公里，平均流量每秒30立方米。